# Lizhong, Jiangsu
Lizhong (kinesiska: 李中, 李中镇) är en köping i Kina. Den ligger i provinsen Jiangsu, i den östra delen av landet, omkring 140 kilometer nordost om provinshuvudstaden Nanjing. Antalet invånare är 20551. Befolkningen består av 10 013 kvinnor och 10 538 män. Barn under 15 år utgör 14,0 %, vuxna 15-64 år 66 %, och äldre över 65 år 18,0 %.
Genomsnittlig årsnederbörd är 1 119 millimeter. Den regnigaste månaden är juli, med i genomsnitt 254 mm nederbörd, och den torraste är januari, med 28 mm nederbörd.